# Augusto Ribeiro
Augusto Maria de Lemos Álvares Portugal Ribeiro (Angra do Heroísmo, 16 de maio de 1853 — Lisboa, 20 de agosto de 1913), mais conhecido na imprensa por Augusto Ribeiro ou pelo pseudónimo Ruy Álvares, foi um jornalista e especialista em administração colonial com vasta obra dispersa na imprensa do seu tempo e cerca de 30 monografias publicadas, na sua maioria sobre questões de política ultramarina. Foi professor da Escola Superior Colonial e deputado eleito pelo círculo eleitoral de Angola (1887-1890).

## Biografia
Nasceu na freguesia da Sé da cidade de Angra do Heroísmo, no seio de uma família tradicionalmente ligada aos meios militares e à política. O avô paterno, Elias José Ribeiro de Carvalho, natural de Angra, fora coronel e governador do Piauí em 1819-1821. O pai, Carlos Augusto Portugal Ribeiro (1821-1894), nascido na cidade de Oeiras do estado de Piauí (Brasil), era o director político e redactor principal do semanário O Angrense, órgão do Partido Progressista na ilha Terceira.
Frequentou o curso do Liceu de Angra do Heroísmo, que concluiu com distinção. Ainda quando estudante, dirigiu e publicou um periódico literário intitulado «O Lyceu» (1873), no qual já se manifesta o seu talento e a sua inclinação em prol dos ideias da esquerda liberal do tempo. Terminados os estudos liceais, e apesar de não ter formação superior, leccionou naquele Liceu as disciplinas de Filosofia e de Português, em substituição do reitor António Moniz Barreto Corte Real.
Fundou e dirigiu o periódico «A Ideia Nova», que se publicou em Angra do Heroísmo entre 1876 e 1878, voltado para a promoção dos ideais da esquerda liberal e para o fortalecimento dos partidos liberais. Com a publicação deste periódico iniciou um percurso de defesa dos valores constitucionais e de luta constante contra o clero mais conservador, ideais pelos quais se empenhou ao longo da vida.
A partir de 1878 fixou-se na cidade de Lisboa, ingressando nos quadros administrativos do Ministério do Ultramar, emprego que manteria até se reformar como chefe da 2.ª Repartição na Direcção Geral do Ultramar. Paralelamente iniciou uma carreira como jornalista, tendo colaborado assiduamente em periódicos como a «Revolução de Setembro», «Correspondência de Portugal», «O País», «Progresso», «Diário Popular» e «Diário de Notícias». Manteve extensa colaboração no jornal «Correio da Terceira», publicado em Angra do Heroísmo. O seu nome consta na lista de colaboradores de Lisboa creche: jornal miniatura (1884).
Em colaboração com João Crisóstomo Melício, o visconde de Melício, fundou o periódico «Comércio de Portugal», um órgão especializada nas questões comerciais e em política colonial. Considerado um especialista em assuntos coloniais, defendeu de forma intransigente o império colonial português nos seus artigos, em particular numa série de crónicas semanais sobre as colónias que publicou entre 1903 e 1907 na «Revista Portuguesa Colonial e Marítima» (1901-1908).
Também se dedicou à investigação histórica e à crítica literária e teatral, publicando recensões críticas sobre a obra de alguns escritores seus contemporâneos. Vários dos seus artigos foram transcritos na imprensa estrangeira.
No âmbito dos seus escritos sobre matéria colonial interessou-se particularmente pela defesa dos agricultores da ilha de São Tomé, em especial os grandes produtores de cacau. Quando a imprensa britânica criticou a forma como era recrutada e remunerada a mão-de-obra em São Tomé e Príncipe, numa campanha liderada pelo industrial britânico John Cadbury, fundador da firma Cadbury, o governo português encarregou Augusto Ribeiro de produzir um memorando em defesa do porto de vista da administração colonial portuguesa. O documento foi publicado em 1910, tendo obtido importante repercussão nacional e internacional.
Entre as suas obras inclui-se Os lazaristas nos Açores, publicada em Lisboa em 1876, que lhe mereceu ser excomungado pelo bispo de Angra, João Maria Pereira de Amaral e Pimentel, a que respondeu com o folheto Eu e elle (carta ao bispo de Angra), publicado em Angra do Heroísmo naquele mesmo ano. Esta questão desencadeou um a violenta polémica na imprensa angrense.
A sua ligação às questões da administração colonial levou a que tivesse também relevante participação na vida política, tendo exercido de 1886 a 1890 as funções secretário dos sucessivos Ministros da Marinha e do Ultramar. Nessas funções foi colaborador de Henrique de Macedo Pereira Coutinho, o 1.º conde de Macedo, de Henrique de Barros Gomes e de Frederico Ressano Garcia.
Para a legislatura de 1887 a 1890 foi eleito deputado pela Província de Angola, tendo resignado como forma de protesto contra o ultimato britânico de 1890. Foi autor do projecto de lei que concedeu uma pensão ao poeta João de Deus, aprovado em 1888.
Monárquico convicto isolou-se e abandonou a actividade política após a morte trágica de D. Carlos, desvinculando-se do Partido Progressista.
Profundo conhecedor da administração colonial, foi nomeado professor da Escola Superior Colonial, cargo que exerceu desde a fundação daquele escola em 1906 até falecer em 1913.
Foi sócio efectivo da Sociedade de Geografia de Lisboa, do Instituto de Coimbra e da Associação de Arquitectos e Arqueólogos Portugueses. Foi sócio honorário da Real Sociedade Geográfica de Londres (Royal Geographical Society), do Instituto Internacional Colonial de Bruxelas (Institut Colonial International), da Société académique indochinoise de France (Sociedade Académica Indochinesa de França) e da Société des études coloniales et maritimes de Paris, entre outras agremiações académicas.
Foi cavaleiro da Ordem de Nossa Senhora da Conceição de Vila Viçosa, cavaleiro da Legião de Honra da França, cavaleiro da Ordem de Leopoldo da Bélgica, cavaleiro da Ordem de Gustavo Vasa da Suécia, comendador da Ordem de Carlos III de Espanha e comendador da Ordem de Isabel, a Católica, também de Espanha.

## Obras principais
Deixou uma vasta obra dispersa pela imprensa periódica, com destaque para os jornais de Lisboa e para a imprensa de temática colonial. Publicou parte da sua obra sob o pseudónimo Ruy Álvares. É autor, entre outras, das seguintes obras:
- Progredior!, Ponta Delgada, Empreza Typographica dos Açores, 1874;
- O ultramontanismo e a liberdade: duas palavras aos jesuítas. Lisboa, Imprensa de Joaquim Germano de Sousa Neves, 1874;
- Os lazaristas nos Açores. Lisboa, Tip. Universal, 1876;
- Eu e elle (carta ao bispo de Angra). Angra do Heroísmo, Tip. Insulana, 1876;
- Pró memória: a visita de suas majestades El-Rei o senhor D. Carlos e a Rainha D. Amélia à ilha Terceira. Lisboa, ed. A Liberal, 1901.